# درایزدیل (آریزونا)
درایزدیل (به انگلیسی: Drysdale) یک منطقهٔ مسکونی در ایالات متحده آمریکا است که در آریزونا واقع شده‌است. درایزدیل ۰٫۴۲ کیلومتر مربع مساحت و ۲۷۲ نفر جمعیت دارد و ۳۳ متر بالاتر از سطح دریا واقع شده‌است.